# Noël Koutéra K. Bataka
 (juillet 2023).
Noël Koutera Kouminala’a Bataka, né en 1978 à Atakpamé, est un ingénieur agronome et administrateur civil togolais, ancien ministre de l'Agriculture dans le gouvernement Komi Sélom Klassou II. Depuis 2021 il est le directeur pays du fonds international de développement agricole (FIDA) au Cameroun.

## Biographie

### Enfance et études
Noël Koutera Bataka naît en 1978 à  Atakpamé dans la région des Plateaux. Il obtient son baccalauréat scientifique (série C) en 1999. Il s'inscrit ensuite à l'école supérieure d'agronomie de l'université de Lomé d'où il sort ingénieur agronome en 2004. Il part ensuite poursuivre ses études en France. En 2012 il obtient une maîtrise d'affaires publiques à l'université Paris-Dauphine et un diplôme d'administration publique à l'école nationale d'administration de Strasbourg,.

### Carrière
Bataka commence sa carrière en tant que directeur technique dans une ferme agricole de l'ONG internationale CECODRI en 2004, avant de devenir directeur exécutif du réseau des ONG de la région centrale (RESODERC) et de participer à l’élaboration du document complet de stratégie de réduction de la pauvreté (DSRP-C, 2009-2011).

### Ministre de l'Agriculture
En janvier 2019, il est nommé ministre chargé de l’Agriculture, de la Production animale et Halieutique. Il remplace à ce poste le colonel Ouro-Koura Agadazi ,,. De janvier 2019 à septembre 2020, en tant que ministre, il est chargé de moderniser l'agriculture togolaise dans le cadre du plan national de développement. Il interdit l'utilisation du glyphosate,.
Durant son mandat, il prend aussi des initiatives à l'endroit des entrepreneurs ruraux à travers des formations des jeunes dans les métiers liés au secteur. Malgré les résultats engrangés, ces initiatives et la gestion du ministères  sont relativement critiquées.
En avril 2021, il soutient sa thèse de doctorat sur la relance de la filière avicole à l'Institut régional d'enseignement supérieur et de recherche en développement culturel (IRES–RDEC) de Lomé,.